# Louis Galliac
Louis Galliac, né le 25 août 1849 à Dijon où il est mort le 28 décembre 1930, est un peintre français.

## Biographie
Louis Galliac est le fils de Claude Auguste Gaillac (1823-1916) et de Marguerite Annette Pralon.
Élève d'Alexandre Cabanel et de Léon Bonnat, il expose au Salon à partir de 1869.
Il obtient en 1894 une médaille de première classe.
En 1908, il épouse Maria Louise Leprévost. 
Il meurt à son domicile de Dijon, à l'âge de 81 ans.

## Distinctions
- Chevalier de la Légion d'honneur (1902)